# Haniel

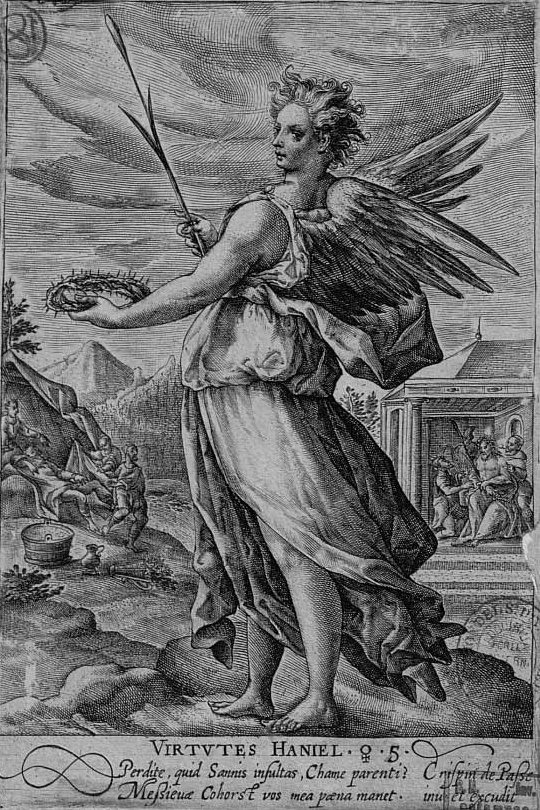
Arcanjo Haniel

Haniel (em hebraico:  הניאל, "Alegria do Senhor" ou em hebraico:  חַנִּיאֵל, "Graça do Senhor"), também conhecido como Anael, Hanael ou Aniel, é um anjo na tradição judaica e angelologia, e é frequentemente incluído em listas como sendo um dos sete arcanjos. Haniel é geralmente associado com o planeta Vênus, ele é também o arcanjo de Sephirah Netzach. O nome Haniel provavelmente deriva do hebraico "hana´ah", "Alegria", "prazer" (qualidade associada com Vênus) mais o sufixo "-el", "Senhor". Haniel é um dos arcanjos codificados no Sigillum Dei Aemeth do Dr.John Dee e Edward Kelley.

## Cultura Popular
- Haniel ( como Anael) aparece no RPG de estratégia Shin Megami Tensei: Devil Survivor como um chefe dependendo de qual rota o jogador escolhe. Todas as suas aparições são feitas ao lado de Sariel. Apesar de serem anjos, eles pegam a  aparência de um típico Ceifador e são fêmeas.
- Haniel apoia Licht Wulfstan Schwarz como a sua parceira em Daemon Bride. Ela aparece como uma pequena garota usando um vestido enquanto segura um coelhinho de pelúcia. Ela ataca os seus oponentes com luz e som por causa de sua voz.
- Haniel toma a rara forma de um macho na série ficcional Saving Angels por Tiffany King. Ele é o mentor de um grupo de adolescentes que foram criados pelo Senhor para livrar o Mundo do mal.
- Em Clockwork Angel, Will dubla sua Seprah Blade como Anael em um ponto.
- Na série de Light Novels de Koshi Tachibana, Date A Live, "Haniel" é o nome do "anjo" pertencente à personagem Natsumi, sendo introduzido no volume 8 da Light Novel.

## Leitura Posterior
- Davidson, Gustav. A Dictionary of Angels: Including the Fallen Angels. Free Press. ISBN 0-02-907052-X
- Dee, John. Five Books of Mystery. edt. Joseph H. Peterson. Weiser. ISBN 1-57863-178-5